# SCR SCRAB
 (janvier 2019).
Si vous disposez d'ouvrages ou d'articles de référence ou si vous connaissez des sites web de qualité traitant du thème abordé ici, merci de compléter l'article en donnant les références utiles à sa vérifiabilité et en les liant à la section « Notes et références ».
Le SCR SCRAB est un drone cible de fabrication espagnole.

## Description
Il est fabriqué en Espagne par SCR. Il sert de drone cible pour l'artillerie antiaérienne terrestre et navale.
Il a été complété par un deuxième drone cible de fabrication espagnole, le INTA ALBA.

## Opérateurs
Espagne
- Armée de terre. Il est complété à partir de 2023 par le SCR MOAI[1].
- Marine espagnole